# Moji přátelé II
Moji přátelé II (Amici miei Atto II) je italská filmová komedie z roku 1982 režírovaná Mario Monicellim. Je to pokračování filmu z roku 1975 Moji přátelé. Paolo Stoppa zde vytvořil svou poslední roli.

## Děj filmu
Čtyři staří přátelé se potkají na hrobu pátého z nich, Perozziho, který zemřel na konci prvního dílu.

## Hrají
| Herec                          | Role                 |
| ------------------------------ | -------------------- |
| Ugo Tognazzi                   | hrabě Lello Mascetti |
| Gastone Moschin                | Rambaldo Melandri    |
| Adolfo Celi                    | Profesor Sassaroli   |
| Renzo Montagnani               | Guido Necchi         |
| Milena Vukotic                 | Alice Mascetti       |
| Franca Tamantini               | Carmen               |
| Angela Goodwin                 | Nora Perozzi         |
| Alessandro Haber               | Vdovec               |
| Domiziana Giordano             | Noemi                |
| Paolo Stoppa                   | Savino Capogreco     |
| Philippe Noiret                | Giorgio Perozzi      |
| Carmen Elisabete Dias Da Silva | Twister              |